# Вејавига (Висконсин)
Вејавига (енгл. Weyauwega) град је у америчкој савезној држави Висконсин.

## Демографија
По попису из 2010. године број становника је 1.900, што је 94 (5,2%) становника више него 2000. године.
| Група             | 2000.         | 2010.         |
| Белци             | 1.758 (97,3%) | 1.759 (92,6%) |
| Афроамериканци    | 7 (0,4%)      | 5 (0,3%)      |
| Азијати           | 3 (0,2%)      | 3 (0,2%)      |
| Хиспаноамериканци | 17 (0,9%)     | 115 (6,1%)    |
| Укупно            | 1.806         | 1.900         |